# Henri Fischer
Pour les articles homonymes, voir Fischer.
Henri Fischer, né le 3 septembre 1787 à Lausanne et mort le 18 avril 1859 à Lausanne, est un libraire, un rédacteur en chef et une personnalité politique suisse.

## Biographie
De confession protestante, originaire de Lausanne, Henri Fischer est le fils d'André Fischer (fondateur du premier Nouvelliste vaudois, paru entre 1800 et 1804) et de Louise Agassiz. Il épouse en premières noces Anne-Louise Ponnaz puis, en secondes noces, Jeanne Wenger. Libraire de formation, Henri Fischer fonde en 1822 L'Ami de la vérité, puis fait renaître en 1824 le Nouvelliste vaudois, dont il est le rédacteur en chef entre 1824 et 1830 et entre 1833 et 1835.

### Parcours politique
Henri Fischer commence sa carrière politique en tant que membre du Parti libéral. Membre de la société du Casino en 1830, qui réunit l'aile gauche du libéralisme vaudois, il rejoint les radicaux après la révolution de décembre 1830. Il est Conseiller municipal de Lausanne entre 1836 et 1844 et député au Grand Conseil vaudois de 1836 à 1845. Il est cofondateur, avec Louis-Henri Delarageaz, de l'Association patriotique en 1844. À l'issue de la Révolution radicale de 1845, il entre le 14 février au gouvernement provisoire, puis au Conseil d'État le 3 mars ; il y dirige le département de l'intérieur jusqu'à sa mort. Il s'oppose en 1845 à la suspension des pasteurs et, en 1856, à la mise sous régie de la commune de Lausanne,.